# Abenezra (månkrater)
Abenezra är en nedslagskrater i de fårade högländerna på den södra hemisfären av månen. Den namngavs 1935 efter den vise, sefardiska Abraham ibn Ezra av International Astronomical Union. Abenezra sitter samman med den sydvästerut liggande kraterkammen på kratern Azophi. I nordväst ligger kratern Geber, och längre mot sydväst den större kratern Sacrobosco.
Abenazras kraterrand har en påfallande månghörnig form, med ojämna väggsegement. De inre kraterväggarna är terrasserade och bottnen är ojämn och fylld med åsar. Åsarna formerar ovanliga, kurviga mönster över bottnen. Kratern ligger över den östra delen av en kraterlik formation som kallas Abenazra C.

## Satellitkratrar
På månkartor är dessa objekt genom konvention identifierade genom att placera ut bokstaven på den sida av kraterns mittpunkt som är närmast kratern Abenezra.
| Abenezra | Latitud | Longitud | Diameter |
| -------- | ------- | -------- | -------- |
| A        | 22.8° S | 10.5° Ö  | 23 km    |
| B        | 20.8° S | 10.1° Ö  | 14 km    |
| C        | 21.3° S | 11.1° Ö  | 44 km    |
| D        | 21.7° S | 9.7° Ö   | 8 km     |
| E        | 21.4° S | 9.4° Ö   | 14 km    |
| F        | 21.5° S | 10.3° Ö  | 7 km     |
| G        | 20.5° S | 11.0° Ö  | 5 km     |
| H        | 21.1° S | 12.8° Ö  | 4 km     |
| J        | 19.9° S | 10.7° Ö  | 5 km     |
| P        | 19.9° S | 9.9° Ö   | 44 km    |